# Anthonia Fatunsin
Anthonia Kehinde Fatunsin (* 20. Jahrhundert) ist eine nigerianische Archäologin. Sie gilt als Nigerias erste Archäologin und war die erste Frau, die das nigerianische Nationalmuseum in Ibadan leitete. Ihre Feldarbeit konzentrierte sich hauptsächlich auf Yoruba-Keramik, insbesondere aus der Gesellschaft auf dem Gebiet der heutigen Stadt Owo.

## Leben
1981 begann Fatunsin mit den Ausgrabungen in Igbo'laja und Ijebu-Owo in der Stadt Owo, um dort Objekte zu untersuchen, die als Owo-Terrakotta bekannt waren. Babasehinde Ademuleya von der Obafemi Awolowo University erwähnt, dass ihre Untersuchung dieses Ortes die zweite Ausgrabung nach der von Ekpo Eyo (1976) war, Fatunsin gilt jedoch als die erste, die eine umfassende Beschreibung der Besonderheiten der Skulpturen lieferte.
Fatunshin schrieb über die Rolle der Archäologie in den nigerianischen Museen und deren Einfluss auf das kulturelle Erbe des Landes und gilt als anerkannte Pionierin des postkolonialen Denk- und Interpretationsweisen afrikanischer Archäologie.

## Publikationen
- Yoruba pottery. National Commission for Museums and Monuments, Lagos 1992, ISBN 978-2015-18-0.
- Ifetedo : a late stone age site in the forest region of southwestern Nigeria. In: West African journal of archaeology. Band 26, Nr. 1, 1996, S. 71–87.
- Recent excavations at Owo. In: Nigerian heritage : journal of the National Commission for Museums and Monuments. Nr. 1, 1992, S. 94–107.
- Archaeological investigations in Kano State : Riruwai furnaces. In: Archaeology and society : proceedings of the 8th Annual Conference of the Archaeological Association of Nigeria. Nr. 1, 1989, S. 111–120.
- Archaeological project of the National Commission for Museums and Moneuments : a preliminary report on reconnaissance. In: Nigerian heritage : journal of the National Commission for Museums and Monuments. Nr. 4, 1995, S. 43–58.
- Preliminary survey of Igbo-Oramfe, Ile-Ife (Nigeria). In: West African journal of archaeology. Nr. 24, 1994, S. 48–66.
- Archaeological reconnaissance of the Federal Capital territory, Abuja. In: Nigerian heritage : journal of the National Commission for Museums and Monuments. Nr. 5, 1996, S. 47–65.